# Sigmund Freud
Sigmund Freud (pronunciación en alemán: /ˈziːkmʊnt ˈfʁɔʏt/; Příbor, Moravia-Silesia, 6 de mayo de 1856-Londres, 23 de septiembre de 1939) fue un médico neurólogo austriaco de origen judío, padre del psicoanálisis y una de las mayores figuras intelectuales del siglo XX.
Su interés científico inicial como investigador se centró en el campo de la neurología, derivando progresivamente hacia la vertiente psicológica de las afecciones mentales, investigaciones de las que daría cuenta en la casuística de su consultorio privado. Estudió en París, con el neurólogo francés Jean-Martin Charcot, las aplicaciones de la hipnosis en el tratamiento de la histeria.
De vuelta a la ciudad de Viena y en colaboración con Josef Breuer desarrolló el método catártico. Paulatinamente, reemplazó tanto la sugestión hipnótica como el método catártico por la asociación libre y la interpretación de los sueños. De igual modo, la búsqueda inicial centrada en la rememoración de los traumas psicógenos como productores de síntomas fue abriendo paso al desarrollo de una teoría etiológica más diferenciada de las neurosis. Todo esto se convirtió en el punto de partida del psicoanálisis, al que se dedicó ininterrumpidamente el resto de su vida.
Freud postuló la existencia de una sexualidad infantil perversa polimorfa, tesis que causó una intensa polémica en la sociedad puritana de la Viena de principios del siglo XX y por la cual fue acusado de pansexualista. A pesar de la hostilidad que tuvo que afrontar con sus revolucionarias teorías e hipótesis, Freud acabaría por convertirse en una de las figuras más influyentes del siglo XX.
Sin embargo, sus teorías continúan siendo objeto de debate y crítica, e incluso son rechazadas. Muchos limitan su aporte al campo del pensamiento y de la cultura en general, existiendo un amplio debate acerca de si el psicoanálisis pertenece o no al ámbito de la ciencia.
La división de opiniones que la figura de Freud suscita podría resumirse del siguiente modo: unos le consideran más un gran científico en el campo de la medicina, que descubrió gran parte del funcionamiento psíquico humano; y otros lo ven especialmente como un filósofo que replanteó la naturaleza humana y ayudó a derribar tabúes, pero cuyas teorías, como ciencia, fallan en un examen riguroso.
El 28 de agosto de 1930, Freud fue galardonado con el Premio Goethe de la ciudad de Fráncfort del Meno por su actividad creativa. También en honor de Freud, al que frecuentemente se le denomina el padre del psicoanálisis, se dio el nombre «Freud» a un pequeño cráter de impacto lunar que se encuentra en una meseta dentro de Oceanus Procellarum, en la parte noroccidental del lado visible de la Luna.

## Biografía

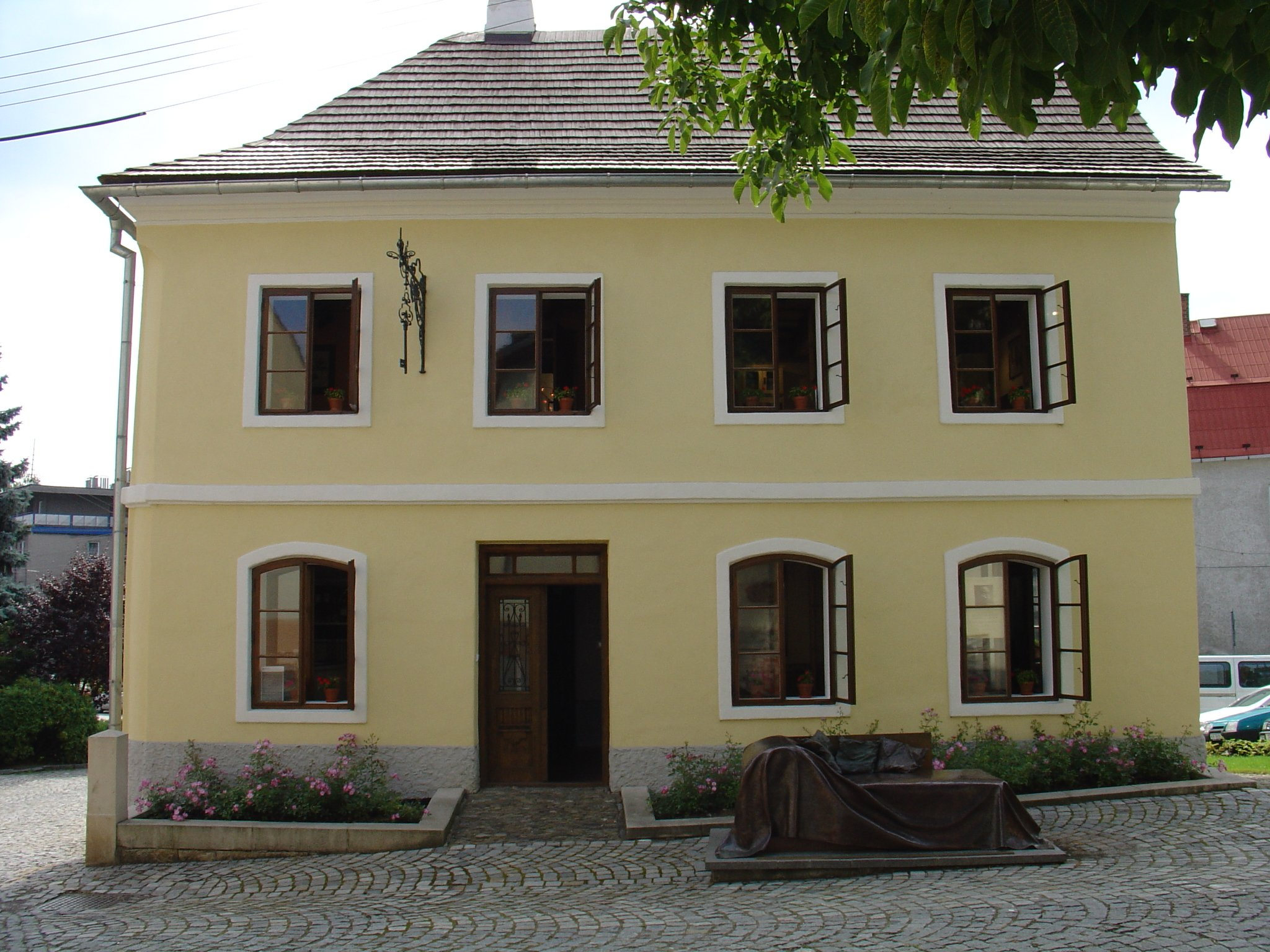
Lugar de nacimiento de Sigmund Freud en Příbor (República Checa).

Sigismund Schlomo Freud nació el 6 de mayo de 1856 en Freiberg, Moravia (en la actualidad, Příbor en la República Checa) en el seno de una familia judía. Aunque el nombre que figura en su certificado de nacimiento es Sigismund, su padre añadió un segundo nombre, de origen hebreo, Schlomo o Shelomoh (versiones de Salomón) en una inscripción manuscrita en la biblia de familia. Un documento de 1871 se refiere a Freud como Sigmund aunque él mismo no comienza a firmar Sigmund hasta 1875 y nunca usó el segundo nombre.
Fue el mayor de ocho hermanos (cinco mujeres y tres varones, incluyéndolo). Tenía además dos medio hermanos, hijos del primer matrimonio de su padre, Emanuel y Philipp, que eran unos veinte años mayores que él, pero ellos abandonaron Austria en su infancia para buscarse la vida en Mánchester. Su hermano menor Julius, murió antes de que Sigmund cumpliera dos años; su hermana Anna nació a finales de 1858. Cuando Jacob Freud, que trabajaba en el comercio de telas, dejó de ver perspectivas de futuro en Freiberg, la familia se trasladó esperando recobrar la prosperidad perdida. Primero fueron a Leipzig en 1859, y debido a que no se les concedió permiso de residencia, en 1860 marcharon a Viena. Allí encontraron una vivienda en el barrio judío de Leopoldstadt y posteriormente se mudaron varias veces más. Entre 1860 y 1864 nacieron las hermanas menores de Freud, Debora (apodada Rosa), Maria (Mitzi), Adolfine (Dolfi) y Pauline (Paula), y en 1866 su hermano Alexander, cuyo nombre Sigmund había podido elegir.
Según sus propias palabras, Sigmund Freud «fue educado sin religión y permaneció incrédulo», de modo que sus lazos con el judaísmo no fueron ni religiosos, ni nacionalistas, aunque se identificó siempre con su cultura.
A pesar de que su familia atravesó grandes dificultades económicas, sus padres se esforzaron para que obtuviera una buena educación y en 1873, cuando contaba con 17 años, Freud ingresó en la Universidad de Viena como estudiante de medicina en un ambiente de antisemitismo creciente. En 1877 abrevió su nombre de Sigismund Freud a Sigmund Freud. Estudiante poco convencional pero brillante, fue ayudante del profesor E. Brücke en el Instituto de Fisiología de Viena entre 1876 y 1882. En 1880 conoció al que sería su mentor, Joseph Breuer.

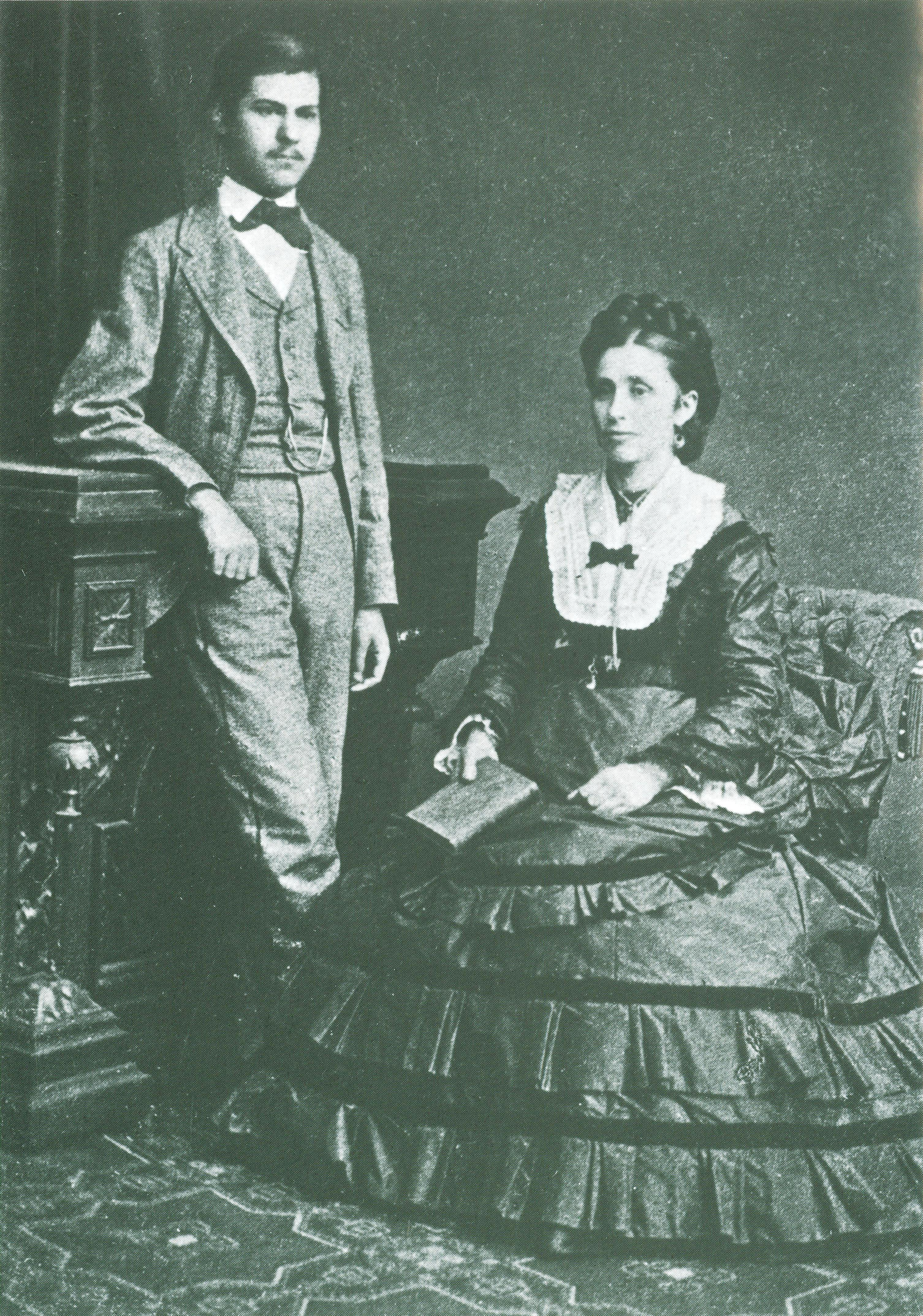
Freud a la edad de 16 años junto a su madre Amalia, en 1872.

Según se desprende de numerosas cartas entre Freud y su amigo Eduard Silberstein, escritas entre 1871 y 1881, ambos aprendieron el español de manera autodidacta. Incluso formaron una especie de sociedad secreta a la que nombran «Academia Castellana» (AC) y usaron como pseudónimos los nombres de los dos perros protagonistas de El coloquio de los perros del «gran Cervantes»; solían firmar Freud como Cipion y Silberstein como Berganza. Publicadas en 1965, las cartas han sido traducidas al inglés, italiano, español y francés. Las originales se encuentran en la Library of Congress.
En 1881 se graduó como médico. Freud trabajó bajo la dirección de Theodor Meynert en el Hospital General de Viena entre los años 1883 y 1885. Como investigador médico, fue un pionero al proponer el uso terapéutico de la cocaína como estimulante y analgésico. Entre 1884 y 1887 escribió muchos artículos sobre las propiedades de dicha droga. Sobre la base de las experimentaciones que él mismo realizaba en el laboratorio de neuroanatomía del notable patólogo austríaco y especialista en histología Salomon Stricker, logró demostrar las propiedades de la cocaína como anestésico local.
En 1884 Freud publicó su trabajo Über Coca (Sobre la coca), al que sucedieron varios artículos más sobre el tema. Aplicando los resultados de Freud, pero sin citarlo, Carl Koller utilizó con gran éxito la cocaína en cirugía e intervenciones oftalmológicas publicando al respecto y obteniendo por ello un gran reconocimiento científico.
Se ha podido determinar ―tras la publicación de las cartas a su entonces prometida y luego esposa, Martha Bernays― que Freud hizo un intento frustrado de curar con cocaína a su amigo Ernst von Fleischl-Marxow, quien era adicto a la morfina, pero el tratamiento solo le agregó una nueva adicción, hasta que finalmente falleció. Se le critica a Freud no haber admitido públicamente este fracaso, y a su biógrafo y amigo Ernest Jones que no haya informado de él. Es también conocido que el propio Freud consumió cocaína en algún período de su vida, según se puede leer en la versión completa de su correspondencia con Wilhelm Fliess.

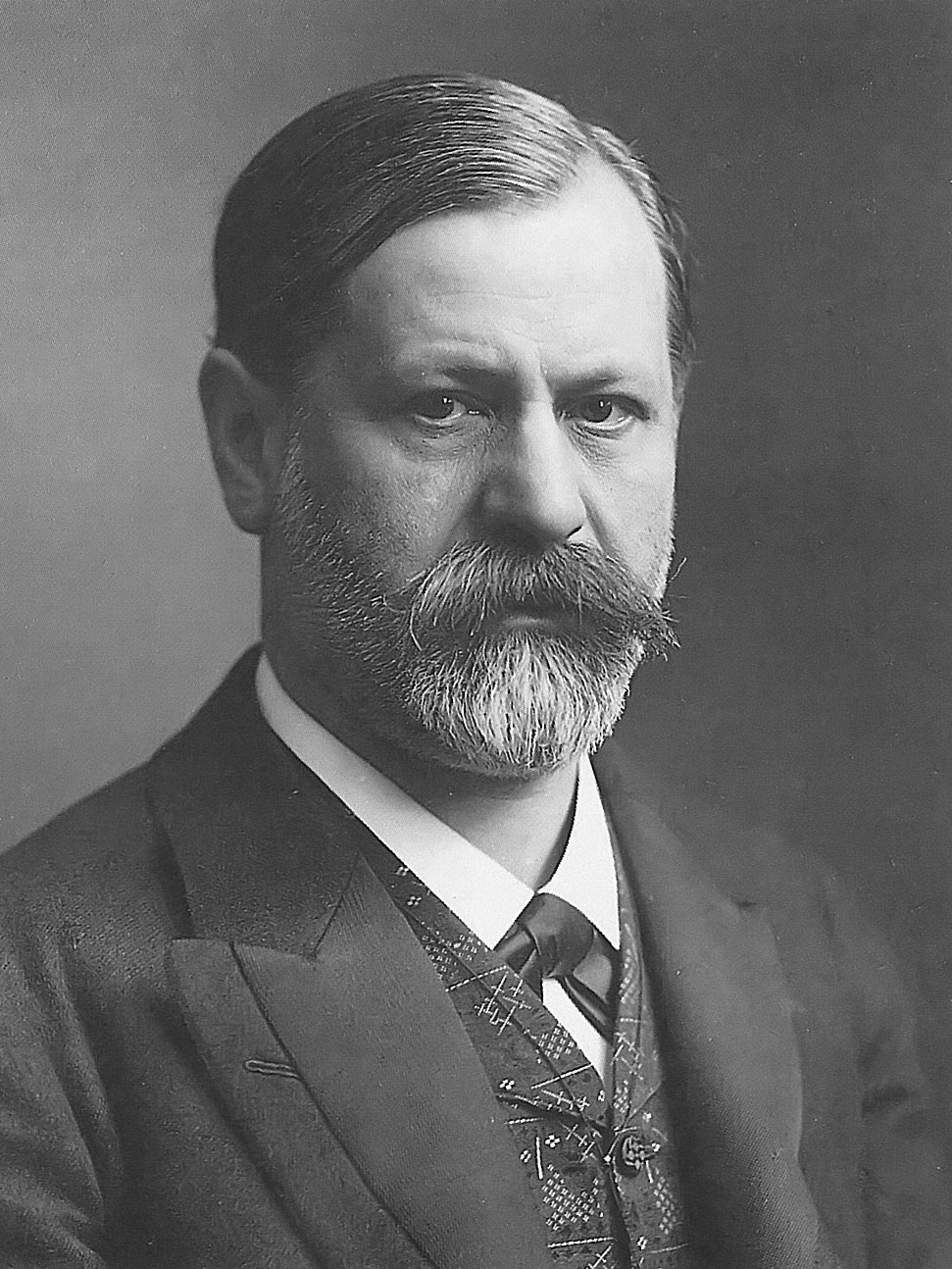
Sigmund Freud en 1905.

En 1885 era Privatdozent de neurología en Viena y logró obtener una beca para ir a París a estudiar con Jean-Martin Charcot, a quien admiraba por lo que se conocía de sus trabajos con mujeres histéricas. Probablemente esta primera estadía en Francia y las experiencias que allí acumuló marcaron de manera relevante el inicio y la orientación de su trayectoria como creador del psicoanálisis. Desde allí siguió a Berlín, donde tuvo ocasión de estudiar con el médico pediatra Adolf Baginsky.
Al año siguiente, Freud se casó con Martha Bernays y abrió un consultorio privado en Viena, especializado en trastornos nerviosos. Comenzó su práctica para tratar neurosis como la histeria utilizando la hipnosis y el método catártico que su mentor Josef Breuer había aplicado con Bertha Pappenheim (Anna O.) obteniendo resultados que en aquel momento parecían sorprendentes, para posteriormente abandonar ambas técnicas en favor de la asociación libre, desarrollada por él entre los años 1895 y 1900, impulsado por las experiencias con sus pacientes histéricas. Freud notó que podía aliviar sus síntomas animándolas a que verbalizaran sin censura cualquier ocurrencia que pasara por su mente.
En 1899 se publicó la que es considerada como su obra más importante e influyente, La interpretación de los sueños, inaugurando una nueva disciplina y modo de entender la mente humana, el psicoanálisis. Tras algunos años de aislamiento personal y profesional debido a la incomprensión e indignación que en general sus teorías e ideas provocaron, comenzó a formarse un grupo de adeptos en torno a él, el germen del futuro movimiento psicoanalítico. Sus ideas empezaron a interesar cada vez más al gran público y se fueron divulgando pese a la gran resistencia que suscitaban.
El primer reconocimiento oficial como creador del psicoanálisis fue en 1902 al recibir el nombramiento imperial como profesor extraordinario, hecho que Freud comentaría en una carta a Wilhelm Fliess fechada en Viena el 11 de marzo de 1902, señalando sarcásticamente que esto era «...como si de pronto el papel de la sexualidad fuera reconocido oficialmente por su Majestad...».

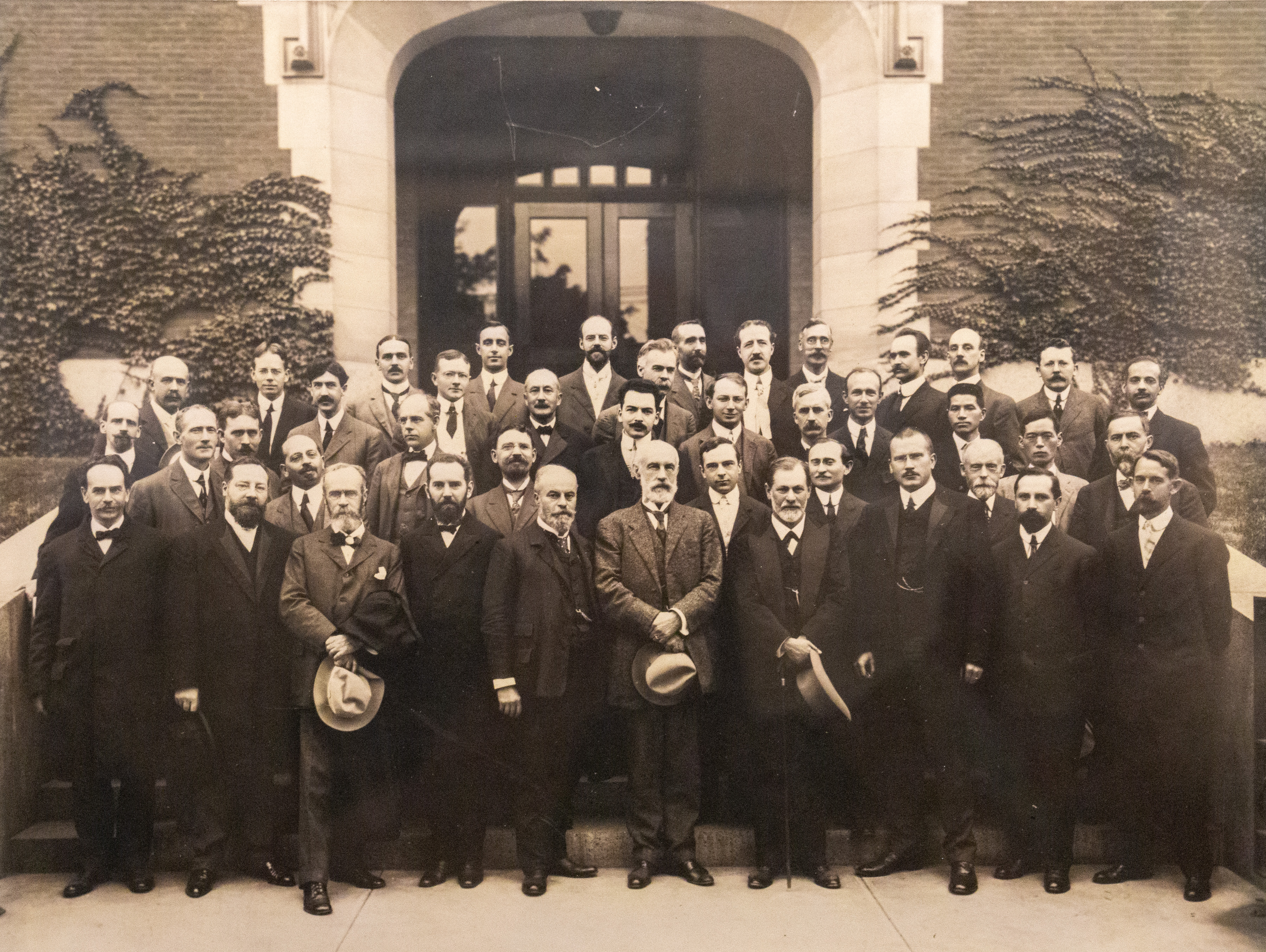
Freud en la Universidad de Clark, 1909.

Internacionalmente, obtuvo su primer reconocimiento oficial en 1909, cuando la Universidad de Clark, en Worcester (Massachusetts), le concedió el título honorífico doctor honoris causa. G. Stanley Hall lo invitó a dar una serie de conferencias (sus conocidas Cinco lecciones sobre psicoanálisis) como parte de las celebraciones con motivo del vigésimo aniversario de la fundación de la universidad que presidía, con la intención de divulgar el psicoanálisis en los Estados Unidos. Freud realizó la travesía en trasatlántico a Nueva York, así como el resto de su gira estadounidense, acompañado por sus discípulos Carl Gustav Jung y Sándor Ferenczi, de cuya relación de amistad dio buena cuenta en su diario.
Freud experimentó la primera disensión interna a su doctrina en octubre de 1911 cuando Alfred Adler y seis de sus partidarios se dieron de baja de la Asociación Psicoanalítica Vienesa. Por esta época ya se gestaba la que Carl Gustav Jung protagonizaría en 1914, con más graves consecuencias y que amenazaría con desestabilizar todo el edificio psicoanalítico. Entonces también conocería a la escritora Lou Andreas-Salomé, con la que entablaría una relación de amistad.
En 1923 se le diagnosticó un cáncer de paladar, probablemente a consecuencia de su intensa adicción a los puros, del que fue operado hasta 33 veces. Su enfermedad, aparte de provocarle un gran sufrimiento, una gran incapacidad y finalmente sordera del oído derecho, lo obligó a usar una serie de incómodas prótesis de paladar que le dificultaron mucho la capacidad del habla.
Nunca dejó de fumar, con las consecuencias que esto le acarreó. A pesar de su enfermedad, Freud continuó trabajando como psicoanalista y, hasta el fin de su vida, no cesó de escribir y publicar un gran número de artículos, ensayos y libros.

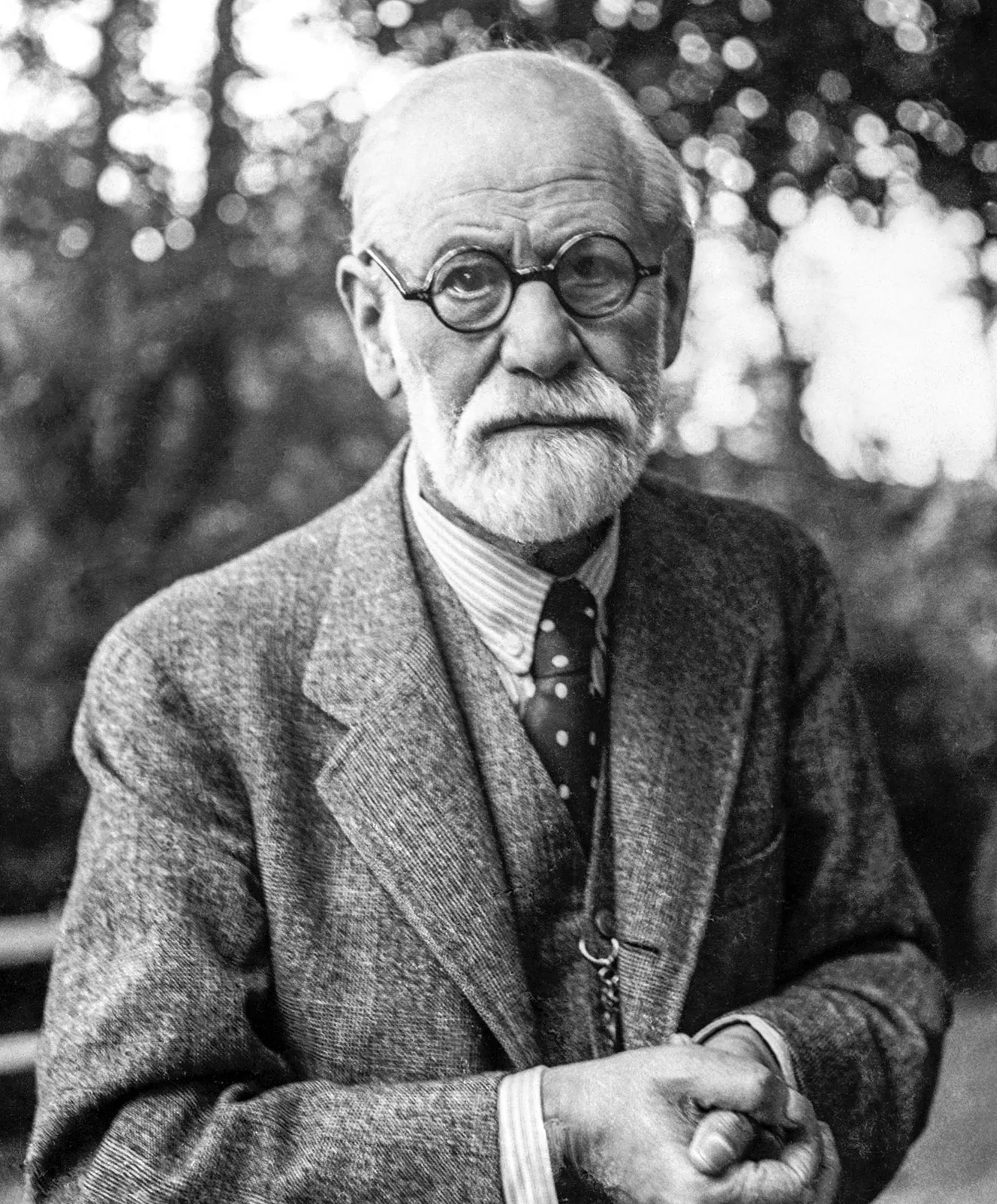
Sigmund Freud en sus últimos años de vida.

Toda la vida de Freud, con la excepción de sus tres primeros años, transcurrió en la ciudad de Viena. Sin embargo, en 1938, tras la anexión de Austria por parte de la Alemania nazi, Freud, en su condición de judío y fundador de la escuela psicoanalítica, fue considerado enemigo del Tercer Reich. Sus libros fueron quemados públicamente y tanto él como su familia sufrieron un intenso acoso. Reacio a abandonar Viena, se vio obligado a escapar del país al quedar claro el inminente peligro que corría su vida.
En un allanamiento de la casa donde operaba la editorial psicoanalítica y de su vivienda, su hijo Martin fue detenido durante todo un día. Una semana más tarde, su hija Anna fue interrogada en el cuartel general de la Gestapo. Estos hechos lo llevaron a convencerse de la necesidad de partir.
El hecho de que sus hermanas (cuatro de ellas permanecieron en Viena) fueran apresadas más tarde y murieran en campos de concentración confirma a posteriori que el riesgo vital era cierto. Gracias a la intervención in extremis de Marie Bonaparte y Ernest Jones consiguió salir del país y refugiarse en Londres, Inglaterra. En el momento de partir se le exigió que firmara una declaración donde se aseguraba que había sido tratado con respeto por el régimen nazi.
El 23 de septiembre de 1939, muy deteriorado físicamente e incapaz de soportar el dolor que le producía la propagación del cáncer de paladar, le recordó a su médico personal, Max Schur, su promesa de sedación terminal para ahorrarle el sufrimiento agónico.
Freud murió después de serle suministradas tres inyecciones de morfina.
Fue incinerado en el crematorio laico de Golders Green, donde reposan sus cenizas junto a las de su esposa Martha.
A pesar de los implacables y a menudo apremiantes desafíos a los que sus ideas tuvieron que enfrentarse, tanto en vida como una vez desaparecido, Freud se convirtió y sigue siendo una de las figuras más influyentes del pensamiento contemporáneo.

### Descendencia y familiares
Su hija Anna Freud fue una destacada psicoanalista, particularmente en el campo de la infancia y del desarrollo psicológico. Su hijo Ernst L. Freud fue un arquitecto notable. Sigmund Freud fue abuelo del pintor Lucian Freud, del escritor Clement Freud y del ingeniero químico Walter Freud. Fue bisabuelo de la periodista Emma Freud, de la diseñadora de moda Bella Freud y del relacionador público Matthew Freud. También fue tío de la ilustradora, pintora y autora de literatura infantil Tom Seidmann-Freud y tío político de Edward Bernays, conocido como el padre de las relaciones públicas.

## Las innovaciones de Freud

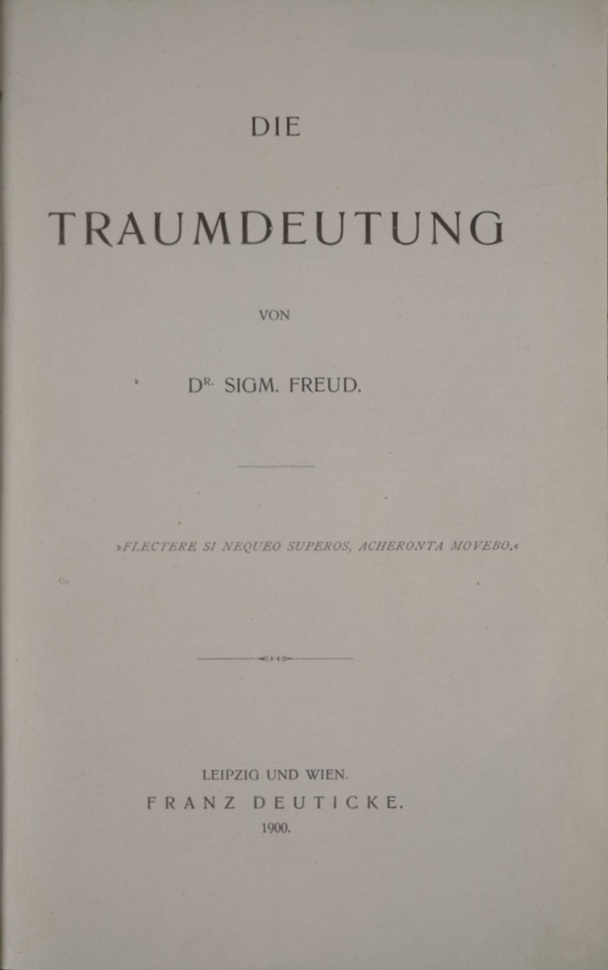
Portada de la primera edición de La interpretación de los sueños (en alemán).

Freud innovó en dos campos. Desarrolló simultáneamente, por un lado, una teoría de la mente y de la conducta humana; y por otro, una técnica terapéutica para ayudar a personas con afecciones psíquicas. Algunos de sus seguidores afirman estar influidos por uno, pero no por otro campo.
Probablemente, la contribución más significativa que ha hecho al pensamiento moderno es la de intentar darle un estatus científico (no compartido por varias ramas de la ciencia y la psicología) al concepto de lo inconsciente (que tomó de Eduard von Hartmann, Schopenhauer y Nietzsche).
Sus conceptos de «inconsciente», «deseo inconsciente» y «represión» fueron revolucionarios. Proponen una mente dividida en capas o niveles, dominada en cierta medida por una voluntad primitiva, más allá de la esfera consciente y que se manifiesta en «producciones» tales como chistes, lapsus, actos fallidos, sueños y síntomas.
En su obra más conocida, La interpretación de los sueños (Die Traumdeutung, 1900), Freud explica el argumento para postular el nuevo modelo del inconsciente y desarrolla un método para conseguir acceder al mismo, tomando elementos de sus experiencias previas.
Como parte de su teoría, postula también la existencia de un preconsciente, que describe como la capa entre el consciente y el inconsciente (el término subconsciente es utilizado popularmente, pero no forma parte de la terminología psicoanalítica). La represión, por su parte, tiene gran importancia en el conocimiento de lo inconsciente.
De acuerdo con Freud, las personas experimentan a menudo pensamientos y sentimientos tan dolorosos que no pueden soportarlos. Freud se refiere a esta idea a lo largo de toda su obra, principalmente en sus Trabajos sobre metapsicología.
Según sostuvo, estos pensamientos y sentimientos (al igual que los recuerdos asociados) no pueden ser expulsados de la mente, pero sí del consciente para formar parte del inconsciente, manteniendo lo reprimido su efectividad psíquica y retornando en forma de alguna de sus producciones.
Aunque a lo largo de su carrera Freud intentó encontrar patrones de represión entre sus pacientes que derivasen en un modelo general para la mente, observó que sus distintos pacientes reprimían hechos diferentes. Además, advirtió que el proceso de la represión es en sí mismo un acto no consciente (es decir, no ocurriría a través de la intención de los pensamientos o sentimientos conscientes).
Freud buscó una explicación a la forma de operar de la mente. Propuso una estructura de la misma dividida en tres partes: el ello, el yo y el superyó (véase ello, yo y superyó):
- El ello representa las pulsiones o impulsos primigenios. Según Freud, constituye el motor del pensamiento y el comportamiento humano. Contiene nuestros deseos de gratificación más primitivos.
- El superyó, la parte que contrarresta al ello, representa los pensamientos morales y éticos.
- El yo permanece entre ambos. Actúa mediando entre nuestras necesidades primitivas y nuestras creencias éticas y morales. No es sinónimo de la consciencia (existen partes del yo que son inconscientes). Un yo saludable proporciona la habilidad para adaptarse a la realidad e interactuar con el mundo exterior de una manera que represente el mejor compromiso entre los deseos y mociones pulsionales del ello y las demandas restrictivas o punitivas provenientes del superyó.

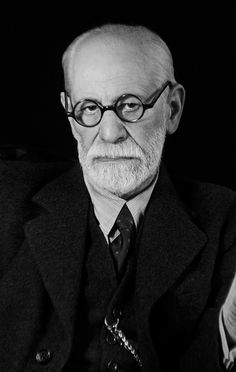
Freud en fecha indeterminada.

Freud estaba especialmente interesado en la dinámica de estas tres partes de la mente. Argumentó que esa relación está influenciada por factores o energías innatos, que llamó pulsiones. Describió dos pulsiones antagónicas:
- Eros o pulsión de vida, una pulsión sexual tendente a preservar la vida.
- Tánatos o pulsión de muerte. Representa una moción agresiva, aunque a veces se resuelve en una pulsión que nos induce a volver a un estado de calma, principio de nirvana o no existencia, que basó en sus estudios sobre protozoos (Más allá del principio de placer).

Freud también sostuvo que la libido madura en los individuos por medio del cambio de su objeto. Argumentó que la sexualidad infantil es «polimórficamente perversa», en el sentido de que una gran variedad de objetos pueden ser una fuente de placer. Conforme las personas se desarrollan, se fijan sobre diferentes objetos específicos en distintas fases:
1. Fase oral, ejemplificada por el placer de los bebés en la lactancia.
2. Fase anal, ejemplificada por el placer de los niños al controlar sus esfínteres.
3. Fase fálica. Propuso que llega un momento en que los niños pasan a una fase donde se fijan en el progenitor de sexo opuesto (complejo de Edipo). Desarrolló un modelo que explica la forma en que este patrón encaja en el desarrollo de la dinámica de la mente. Cada fase es una progresión hacia la madurez sexual, caracterizada por un fuerte yo, y la habilidad para retardar la necesidad de gratificaciones.
4. Período de latencia, en que se desarrollan fuerzas psíquicas que inhiben el impulso sexual y reducen su dirección.
5. Fase genital, surge en la adolescencia, cuando maduran los órganos genitales. Surgen los deseos sexuales y agresivos.

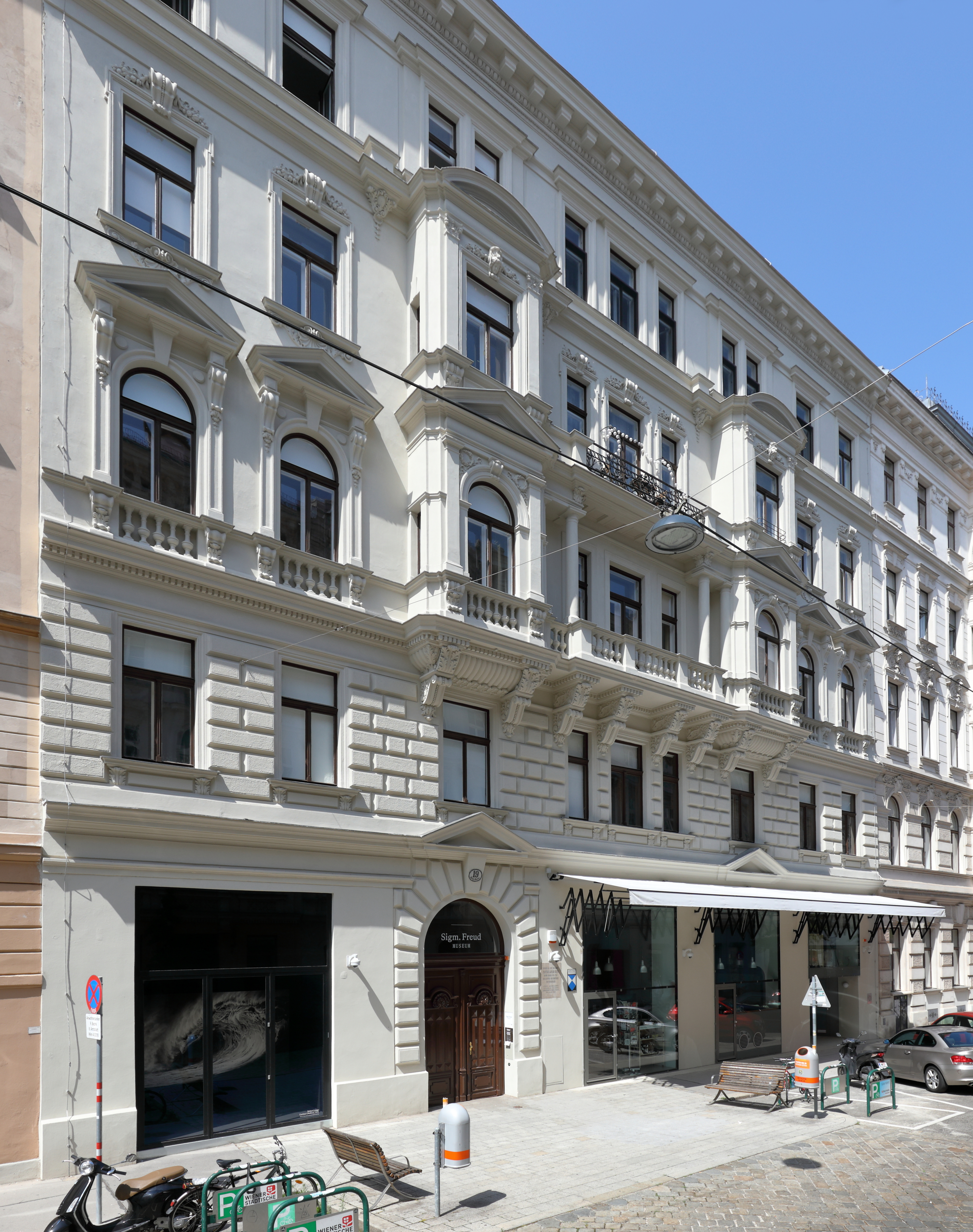
Casa de Freud en Viena.

El modelo psicosexual que desarrolló Freud se ha criticado desde diferentes frentes. Algunos han atacado su afirmación sobre la existencia de una sexualidad infantil (e implícitamente la expansión que hizo en la noción de sexualidad). Otros autores, en cambio, consideran que no amplió los conocimientos sobre sexualidad (que tenían antecedentes en la psiquiatría y la filosofía de autores como Schopenhauer), sino que «neurotizó» la sexualidad al relacionarla con conceptos como incesto, perversión y trastornos mentales. Ciencias como la antropología y la sociología argumentan que el patrón de desarrollo propuesto por Freud no es universal ni necesario en el desarrollo de la salud mental, calificándolo de etnocéntrico por omitir determinantes socioculturales.
Freud esperaba probar que su modelo, basado en observaciones de la clase media austríaca, era válido universalmente. Utilizó la mitología griega y la etnografía contemporánea como modelos comparativos. Acudió al Edipo Rey de Sófocles para indicar que el ser humano desea el incesto de forma natural y cómo se reprime ese deseo. El complejo de Edipo fue descrito como una fase del desarrollo psicosexual y de madurez. También se fijó en los estudios antropológicos sobre totemismo, argumentando que reflejan una costumbre ritualizada del complejo de Edipo (Tótem y tabú). Incorporó en su teoría conceptos de la religión católica y judía, así como principios de la sociedad victoriana sobre represión, sexualidad y moral; y otros de la biología y la hidráulica.
Esperaba que su investigación proporcionara una sólida base científica para su método terapéutico. El objetivo de la terapia freudiana o psicoanálisis es, relacionando conceptos de la mente cartesiana y de la hidráulica, mover los pensamientos y sentimientos reprimidos (explicados como una forma de energía) hacia el consciente. Al inicio de sus trabajos con Breuer, Freud pensaba que esto podía realizarse a través de la catarsis, que conllevaría automáticamente la cura. Sin embargo, al poco tiempo Freud abandona ambas ideas en beneficio del método de la asociación libre y de la interpretación de los sueños. Con ello, también deja atrás la hipnosis y toda forma de técnica sugestiva. Así inaugura la técnica psicoanalítica propiamente dicha, a la que agrega otro elemento central: a través de la relativamente poca intervención del psicoanalista, que adopta una postura neutral y abstinente, el paciente puede proyectar sus pensamientos y sentimientos sobre él. A través de este proceso, llamado transferencia, el paciente puede reconstruir y resolver conflictos reprimidos (causantes de su enfermedad), especialmente conflictos de la infancia con sus padres.
Es menos conocido su interés inicial por la neurología. En los comienzos de su carrera había investigado la parálisis cerebral. Publicó numerosos artículos médicos en este campo. También mostró que la enfermedad existía mucho antes de que otros investigadores de su tiempo tuvieran noticia de ella y la estudiaran. Sugirió que era erróneo que esta enfermedad, que había descrito William Little (cirujano ortopédico británico), tuviera como causa una falta de oxígeno durante el nacimiento. En cambio, dijo que las complicaciones en el parto eran solo un síntoma del problema. No fue hasta la década de 1980 cuando sus especulaciones fueron confirmadas por investigadores más modernos.

## Legado

### Psicoterapia

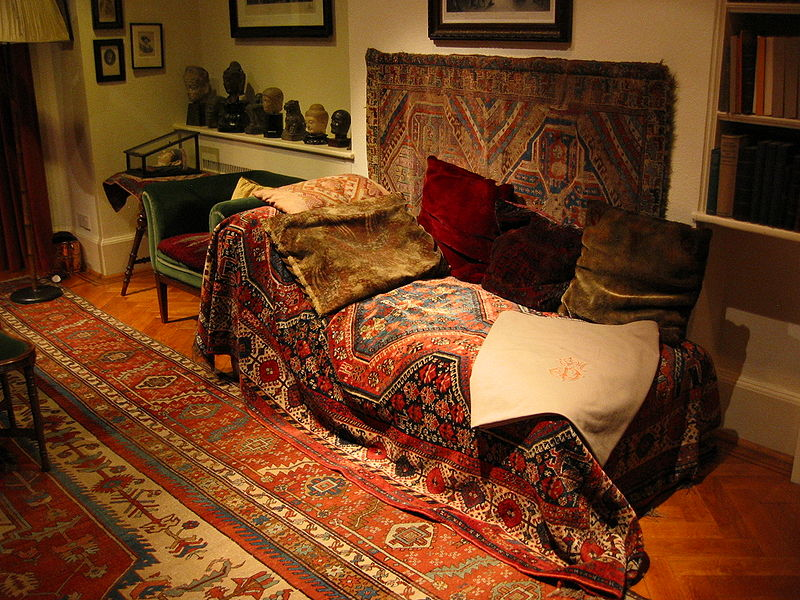
El famoso diván de Sigmund Freud, conservado en la Casa Museo Freud de Londres.

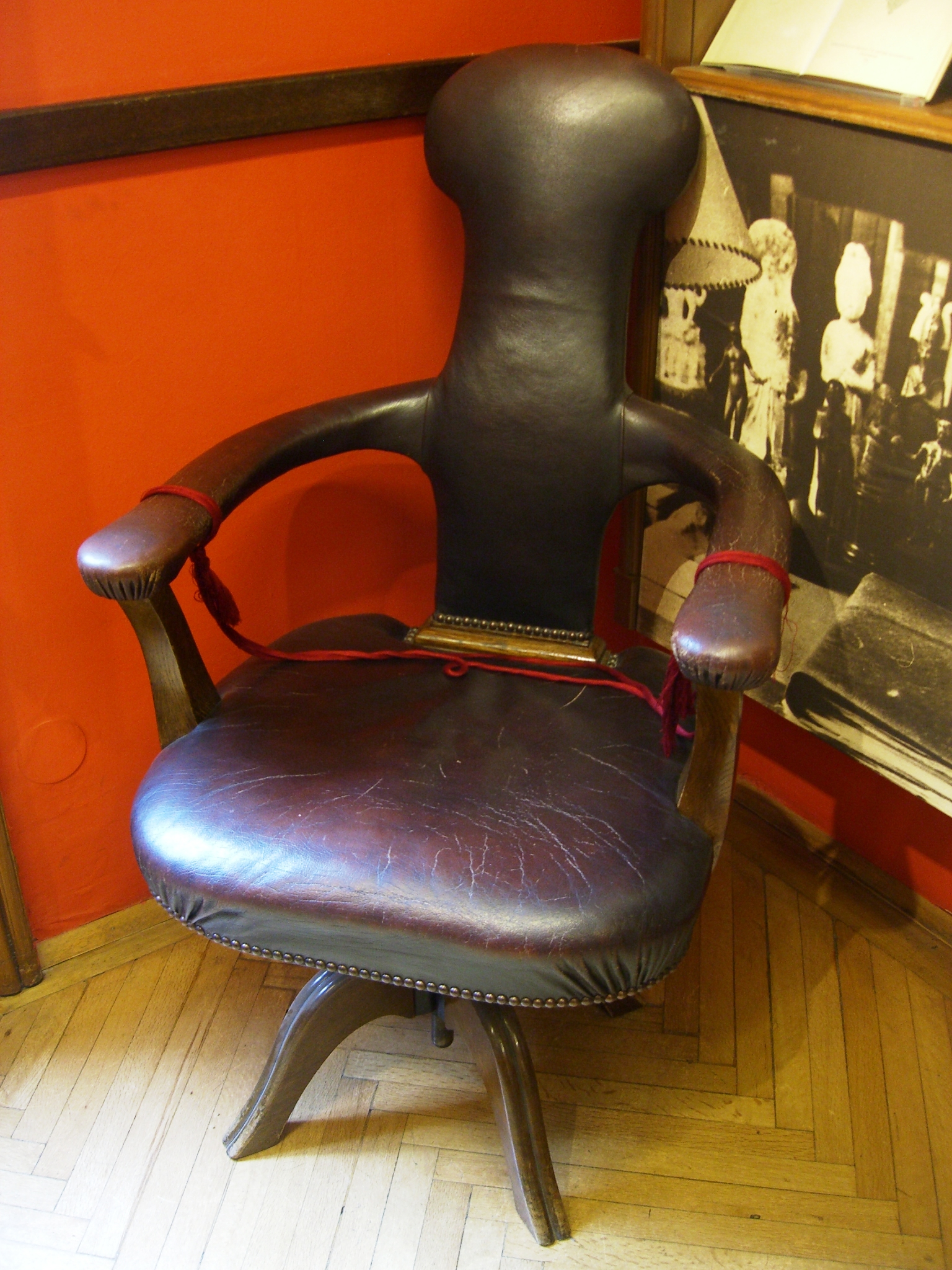
Reproducción del sillón que ocupaba Sigmund Freud y que le había regalado su hija Mathilde. Se conserva en la Casa Museo Freud de Viena y fue confeccionado para un reportaje de la BBC.

Las hipótesis y métodos introducidos por Freud fueron polémicos durante su vida y lo siguen siendo en la actualidad, pero pocos discuten su enorme impacto en la psicología y la psiquiatría.
Freud desarrolló la llamada «cura del habla» que posibilitaría la mitigación y desaparición de los síntomas histéricos y neuróticos a través de un monólogo sin censura con el analista. Este, ubicado fuera de la vista del analizado, atendería con atención flotante y respetaría las reglas de la neutralidad y abstinencia, es decir, evitando juicios morales o de valor y no entregando satisfacciones sustitutas al analizado.
En momentos clave del trabajo asociativo, el analista haría intervenciones para interpretar el material expuesto. En la descripción inicial de la técnica, este proceso no tendría más finalidad que rememorar (hacer conscientes) ideas o recuerdos de eventos que, por ser dolorosos, humillantes o simplemente intolerables para el sujeto, fueron reprimidos en el inconsciente. Trayendo todo este material reprimido a la conciencia se le haría perder su poder patógeno y los síntomas desaparecerían. Este proceso, sencillo sobre el papel, supone un esfuerzo intenso para el analizado, ya que, las mismas fuerzas que otrora posibilitaron la represión hacia el inconsciente de las ideas y recuerdos traumáticos, se opondrían virulentamente a que sean traídos a la conciencia, es decir, a ser recordados. Estas fuerzas que se oponen al avance de la terapia y a la mejora del analizado se denominan resistencias.
En una época posterior de su trabajo, Freud descubriría que no basta con simplemente «hacer consciente lo inconsciente». En los Nuevos consejos sobre la técnica del psicoanálisis (1914), particularmente en el trabajo Recordar, repetir y reelaborar, introduce el concepto de reelaboración (durcharbeiten) de las resistencias, como otra pieza central del trabajo analítico «...que produce el máximo efecto alterador sobre el paciente y que distingue al tratamiento analítico de todo influjo sugestivo».
Los desarrollos teóricos tras la publicación de Más allá del principio del placer en 1920 tendrán nuevas implicaciones para la técnica terapéutica analítica. En esta obra, Freud realiza una redefinición de su primera teoría de las pulsiones e introduce la pulsión de muerte. La inercia del síntoma en la cura analítica queda explicada a partir de entonces a través de la compulsión de repetición movilizada por la pulsión de muerte.
Finalmente, Freud retoma el tema de la técnica en 1937 en los textos Análisis terminable e interminable (1937) y Construcciones en el análisis (1937) ambos trabajos de tono menos entusiasta (según apunta James Strachey en el prólogo) en los que describe de manera más realista los alcances y limitaciones de su técnica.

### Filosofía
La obra de Freud tuvo un enorme impacto en las ciencias sociales, especialmente en la Escuela de Fráncfort y la teoría crítica.
Además, muchos filósofos han discutido sus teorías y sus implicaciones en el contexto del pensamiento occidental. El modelo de la mente de Freud se considera a menudo un desafío para la filosofía moderna.

### Teoría política
El freudomarxismo es un intento de hacer compatibles y complementarias las teorías de Sigmund Freud y Karl Marx.

### Cultura popular
Freud también ha tenido una influencia duradera y de gran alcance en la cultura popular. Muchas de sus ideas generales ganaron su lugar en el pensamiento cotidiano: el «lapsus freudiano», el «complejo de Edipo», entre otras.

### Arte, literatura y cine
- Las teorías de Freud, así como la de otros psicoanalistas posteriores (especialmente Jacques Lacan), se suelen utilizar como marco teórico para analizar obras de arte, literatura y cine. Las distintas interpretaciones freudianas se basan en la visión de Freud del arte como un método efectivo para la sublimación de deseos reprimidos. Freud mismo analizó varias obras literarias desde esta perspectiva, incluyendo a Edipo Rey de Sófocles y Los hermanos Karamázov de Fiódor Dostoyevski. Un análisis freudiano de una obra de arte puede enfocarse a la psicología de los personajes, del autor o del público.
- Desde principios del siglo XX las ideas de Freud se han representado con frecuencia de forma explícita o implícita en corrientes del arte, la literatura y el cine. Entre las figuras más notorias con influencias freudianas está la estética de vanguardia denominada surrealismo y sus autores André Bretón, Luis Buñuel y Salvador Dalí y otros de esta corriente. Aparte hay que mencionar también al cineasta inglés Alfred Hitchcock, además del anime Neon Genesis Evangelion.[39]
- En 1924 Freud declinó la oferta de 25 000 dólares que le propuso el editor del Chicago Tribune para analizar a un acusado en un sensacionalista juicio de homicidio. En 1925, también rechazaría el ofrecimiento de 100 000 dólares que le hizo Samuel Goldwyn para colaborar en una historia de amor acerca de Marco Antonio y Cleopatra.[40]
- Stefan Zweig y Edward James visitaron a Freud en Londres el 19 de julio de 1938. Los acompañaba Salvador Dalí, que hizo un bosquejo de Freud para un cuadro.[41]
- Sigmund Freud fue portada de la revista Time en diversas ocasiones: el 27 de octubre de 1924,[42] el 23 de abril de 1956[43] y el 29 de noviembre de 1993.[44]
- Freud aparece en El cementerio de Praga (2010), la novela de Umberto Eco.[45]
- En Freud, serie de televisión alemana de 2020 de Netflix, se narra en ocho capítulos una biografía ficticia de la juventud del padre del psicoanálisis.[46]
- En la película Freud's Last Session dirigida por Matt Brown, estrenada en 2023, Anthony Hopkins interpreta a Freud.[47][48][49]

## Algunos pacientes de Freud

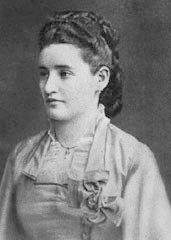
Anna O.

Freud utilizó seudónimos en sus historias clínicas. Muchas de las personas identificadas por seudónimos fueron rastreadas hasta su verdadera identidad por Peter Swales. Algunos pacientes conocidos por seudónimos fueron:
- Anna O. (Bertha Pappenheim, 1859-1936).
- Cäcilie M. (Anna von Lieben).
- Dora (Ida Bauer, 1882-1945).
- Frau Emmy von N. (Fanny Moser).
- Fräulein Elisabeth von R. (Ilona Weiss).[50]
- Fräulein Katharina (Aurelia Kronich).
- Fräulein Lucy R.
- El pequeño Hans (Herbert Graf, 1903-1973).
- El hombre de las ratas (Ernst Lanzer, 1878-1914).
- El hombre de los lobos (Serguéi Pankéyev, 1887-1979).

Otros pacientes famosos son:
- H.D. (1886-1961).[51]
- La princesa Alicia de Grecia y Dinamarca (1885-1969).
- Emma Eckstein (1865-1924).
- Gustav Mahler (1860-1911), con quien Freud tuvo solo una única pero extensa consulta.
- La princesa Marie Bonaparte.

Entre las personas que no fueron pacientes pero cuyas observaciones psicoanalíticas fueron publicadas, están:
- Daniel Paul Schreber (1842-1911), en su obra Puntualizaciones psicoanalíticas sobre un caso de paranoia (Dementia paranoides) descrito autobiográficamente.
- Giordano Bruno.
- Woodrow Wilson (1856-1924), de quien Freud fue coautor de un análisis con el escritor principal William Bullitt.
- Miguel Ángel, que analizó en su ensayo El Moisés de Miguel Ángel.
- Leonardo da Vinci, analizado en la obra de Freud Un recuerdo infantil de Leonardo da Vinci.
- Moisés, en su obra Moisés y la religión monoteísta.
- Fiódor Dostoyevski, en su artículo Dostoievski y el parricidio, publicado en 1928.
- Josef Popper-Lynkeus, en la obra de Freud Josef Popper-Lynkeus y la teoría del sueño.

## Obras

### Obras completas de Sigmund Freud
I. Publicaciones prepsicoanalíticas y manuscritos inéditos en vida de Freud
II. Estudios sobre la histeria
III. Primeras publicaciones psicoanalíticas
IV. La interpretación de los sueños (I)
V. La interpretación de los sueños (II) y Sobre el sueño
VI. Psicopatología de la vida cotidiana
VII. Tres ensayos de teoría sexual, y otras obras, «Fragmento de análisis de un caso de histeria» (Caso «Dora»)
VIII. El chiste y su relación con lo inconsciente
IX. El delirio y los sueños en la «Gradiva» de W. Jensen, y otras obras
X. «Análisis de la fobia de un niño de cinco años» y «A propósito de un caso de neurosis obsesiva»
XI. Cinco conferencias sobre psicoanálisis, Un recuerdo infantil de Leonardo da Vinci, y otras obras
XII. Trabajos sobre técnica psicoanalítica, y otras obras, «Sobre un caso de paranoia descrito autobiográficamente (Caso Schreber)
XIII. Tótem y tabú, y otras obras
XIV. Trabajos sobre metapsicología, y otras obras, «Contribución a la historia del movimiento psicoanalítico»
XV. Conferencias de introducción al psicoanálisis (Partes I y II)
XVI. Conferencias de introducción al psicoanálisis (Parte III)
XVII. «De la historia de una neurosis infantil» (Caso del «Hombre de los lobos»), y otras obras
XVIII. Más allá del principio de placer, Psicología de las masas y análisis del yo, y otras obras
XIX. El yo y el ello, y otras obras
XX. Presentación autobiográfica, Inhibición, síntoma y angustia, ¿Pueden los legos ejercer el análisis?, y otras obras
XXI. El porvenir de una ilusión, El malestar en la cultura, y otras obras
XXII. Nuevas conferencias de introducción al psicoanálisis, y otras obras
XXIII. Moisés y la religión monoteísta, Esquema del psicoanálisis, y otras obras
XXIV. Índices y bibliografías